# Gymnastiek op de Olympische Zomerspelen 2012 – sprong vrouwen
De sprong voor de vrouwen bij het turnen op de Olympische Zomerspelen 2012 in Londen vond plaats op 28 juli (kwalificatie) en op 6 augustus (finale). De Roemeense Sandra Izbașa won het onderdeel voor de Amerikaanse McKayla Maroney die het zilver pakte en de Russische Maria Paseka die het brons won.

## Format
Alle deelnemende turnsters moesten een kwalificatie-oefening turnen. De beste acht deelnemers gingen door naar de finale. Echter mochten er maximaal twee deelnemers per land in de finale komen. De scores van de kwalificatie werden bij de finale gewist, en alleen de scores die in de finale gehaald werden, telden.

## Uitslag

### Finale
- D-Score; de moeilijkheidsgraad van de oefening
- E-Score; de uitvoeringsscore van de oefening
- Straf; Straffen die zijn gegeven door de jury
- Totaal; D-Score + E-Score - Straf geeft de totaalscore
- De einduitslag werd gebaseerd op een gemiddeld van de twee sprongen.

| Rang   | Naam                 | Land |         | Sprong 1 | Sprong 1 | Sprong 1 | Sprong 1 |         | Sprong 2 | Sprong 2 | Sprong 2 | Sprong 2 |  | Totaal |
| Rang   | Naam                 | Land | D-Score | E-Score  | Straf    | Totaal   | D-Score  | E-Score | Straf    | Totaal   |          |          |  | Totaal |
| ------ | -------------------- | ---- | ------- | -------- | -------- | -------- | -------- | ------- | -------- | -------- | -------- | -------- |  | ------ |
| Goud   | Sandra Izbașa        | ROU  |         | 6.100    | 9.283    |          | 15.383   |         | 5.800    | 9.200    |          | 15.000   |  | 15.191 |
| Zilver | McKayla Maroney      | USA  | 6.500   | 9.666    | -0.300   | 15.866   | 6.100    | 8.200   |          | 14.300   | 15.083   |          |  |        |
| Brons  | Maria Paseka         | RUS  | 6.500   | 8.900    |          | 15.400   | 5.600    | 9.100   |          | 14.700   | 15.050   |          |  |        |
| 4      | Janine Berger        | GER  | 6.300   | 8.833    |          | 15.133   | 6.000    | 8.900   |          | 14.900   | 15.016   |          |  |        |
| 5      | Oksana Tsjoesovitina | GER  | 6.300   | 8.800    |          | 15.100   | 5.500    | 8.966   |          | 14.466   | 14.783   |          |  |        |
| 6      | Yamilet Peña         | DOM  | 7.100   | 7.566    | -0.100   | 14.566   | 5.800    | 8.666   |          | 14.466   | 14.516   |          |  |        |
| 7      | Brittany Rogers      | CAN  | 5.800   | 8.966    |          | 14.766   | 5.600    | 8.600   |          | 14.200   | 14.483   |          |  |        |
| 8      | Elsabeth Black       | CAN  | 0.000   | 0.000    |          | 0.000    | 0.000    | 0.000   |          | 0.000    | 0.0001   |          |  |        |

1 Black landde de eerste sprong niet op haar voeten, maar viel op haar gezicht. Bij de tweede poging liep ze langs het paard in plaats van de sprong te maken, omdat ze te geblesseerd was. Van de Jury mocht ze de sprong over doen, maar dit deed ze niet in verband met een blessure.